# ペスト菌
ペスト菌（Yersinia pestis、エルシニア・ペスティス）は、グラム陰性の通性嫌気性桿菌であり、腸内細菌科に属する。両極染色で、外見は安全ピンのような形に見え、ペストの病原体となる。ペストは人類の歴史を通じて最も致死率の高かった伝染病であり、1347年から1353年にかけて流行した際にはヨーロッパの全人口の約3分の1が死滅した。
なお、微生物学上はペスト菌と仮性結核菌はほぼ同一であり、プラスミドの有無の差でしかない。このためペスト菌は仮性結核菌の亜種とされたこともあった。しかし、その医学的危険性から別種として扱う必要があり、Yersinia pestisは保存名となっている。
単独では運動性を持つが、宿主中にいるときには運動性を持たない。

## 発見
ペスト菌は1894年にスイス・フランスの医師で、パスツール研究所の細菌学者でもあったアレクサンドル・イェルサンがイギリス領香港で発見した。またこれとは独立して、同時期に香港に派遣された日本人調査団のうち、医学者の青山胤通が死亡したペスト患者を解剖し、ロベルト・コッホの指導を受けた細菌学者の北里柴三郎がペスト菌を発見した。しかし、ペストとペスト菌を最初に結び付けて考えたのはイェルサンであり、当初ルイ・パスツールにちなんでPasteurella pestisと付けられていたこの菌の学名は1967年に、イェルサンにちなんだYersinia pestisに改められた。
ペスト菌には3種類の生物型が知られ、それぞれが歴史上のペストの大流行の原因となっている。Antiquaは541年から542年にかけて東ローマ帝国から始まった大流行を引き起こし、Medievalisは14世紀のヨーロッパでの大流行の原因とされる。Orientalisは大清帝国雲南省で1855年に始まった大流行の原因であり、また現在のペストの大部分はこの菌によるものである。

## 病原性と免疫
ペスト菌の病原性は、F1抗原、V抗原と名づけられた2つの抗食細胞性抗原によっており、2つともが病原性の発現に重要な役割を担っている。これらの抗原は、37℃の環境下で生成される。ペスト菌は単球などの白血球内で生き続け、F1抗原、V抗原を産生する。しかし好中球の中では生きられない。免疫作用により、F1抗原、V抗原に対応する抗体が産生され、好中球による食作用を引き起こす。
かつてホルマリンで不活性化したワクチンが使われたことがあったが、活性化した菌が残っている強い危険があるとしてアメリカ食品医薬品局により回収された。効果は薄く、重度の炎症を引き起こすこともあった。F1抗原、V抗原の部位を遺伝子工学により改変したワクチンの研究が試みられているが、F1抗原を欠いたものにも強い毒性があり、V抗原は野生でも変性しやすいという性質があり十分にうまくは行っていない。

## ゲノム
3生物型のうち、MedievalisとOrientalisの2ついては、それぞれKIM株とCO92株を使って全長のゲノム配列が解読された。2006年には、Antiquaのゲノムも解読された。KIM株の染色体の全長は4,600,755塩基対で、CO92株の染色体の全長は4,653,728塩基対の長さであった。類縁種の仮性結核菌（Y. pseudotuberculosis）やエルシニア感染症を引き起こす原因菌（Y. enterocolitica）などと同様に、ペスト菌の遺伝子はプラスミドpCD1を持っていた。さらにペスト菌は他のエルシニア属細菌が持たない2つのプラスミドpPCP1とpMT1を余分に持っていた。これらのプラスミドとHPIと呼ばれる病原性島は、ペスト菌に特有の病原性を発現させるいくつかのタンパク質をコードしていた。これらの毒性は、細菌が宿主に付着し宿主に自己のタンパク質を持ち込むため、細菌自身が宿主の細胞に侵入するため、そして赤血球から鉄イオンを引き剥がして利用するために必要とされる。ペスト菌と仮性結核菌の違いは特異的な毒性を示すプラスミドの有無のみであり、仮性結核菌はペスト菌の祖先だと考えられている。
2011年、ロンドンの黒死病患者の墓地から発見された遺骨を調べた結果、ペスト菌のゲノムは14世紀のものと現在のものとではほとんど変化していないことが判明した。これは、ペスト菌の系統が1つしかなく、直線的にしか進化できない（線的進化）からだと考えられている。

## 感染性
伝統的に、ペスト菌に対する初期の治療には、ストレプトマイシン、クロラムフェニコール、テトラサイクリン、フルオロキノロンが用いられてきた。また、ドキシサイクリン、ゲンタマイシンが効果を発揮するという結果もある。
ただし、上記の抗生物質の1種または2種に対して耐性を持つ菌も分離されている。治療は各抗生物質への感受性、耐性を見きわめて行うべきである。また抗生物質のみの治療が奏功しない患者もおり、このような場合は循環補助、呼吸補助、腎補助など別の措置が必要になる。